# Przemysław Szafran
Przemysław Wiktor Szafran (ur. 26 września 1929 w Grudziądzu, zm. 5 listopada 2021) – polski historyk, bibliotekarz, dr hab.

## Życiorys
Urodził się w rodzinie Zdzisława Kazimierza, oficera Wojska Polskiego, i Eleonory z domu Sobotkiewicz. Miał dwóch braci Adama (zm. 1944) i Wielisława.
Podczas okupacji niemieckiej mieszkał z matką i braćmi w Rzeszowie. Tam ukończył szkołę powszechną i kilka klas szkoły mechanicznej, równocześnie pracując w piekarni.
Po wyzwoleniu wyjechał do Człuchowa, gdzie rozpoczął naukę w gimnazjum ogólnokształcącym. Maturę zdał w 1950 w Szczecinku. Studiował historię na Wydziale Humanistycznym Katolickiego Uniwersytetu Lubelskiego. W 1955 uzyskał tam magisterium na podstawie rozprawy Rozwój średniowiecznej sieci parafialnej w Lubelskiem. W trakcie studiów w latach 1951–1955 pracował w Bibliotece Zakładu Historii KUL. W 1953 uzyskał dyplom specjalizacji zawodowej bibliotekarza, w 1964 zdał egzamin na stanowisko bibliotekarza dyplomowanego. Po ukończeniu studiów przeprowadził się do Gdańska i podjął pracę w Bibliotece Głównej Politechniki Gdańskiej, a następnie od 1956 w Dziale Rękopisów Biblioteki Gdańskiej PAN. W 1960 na podstawie pracy Osadnictwo historycznej Krajny w XVI–XVIII w. (1511–1772) uzyskał stopień doktora nauk humanistycznych, nadany przez Wydział Filozoficzno-Historyczny Uniwersytetu im. Adama Mickiewicza w Poznaniu. W latach 1962–1964 pracował na stanowisku adiunkta w Pracowni Gdańskiej Zakładu Historii Pomorza Instytutu Historii PAN. Od 1964 ponownie znalazł zatrudnienie w Bibliotece Gdańskiej PAN. W 1982 habilitował się na podstawie rozprawy zatytułowanej Żuławy Gdańskie w XVII w. Studium z dziejów gospodarczych i społecznych. Od 1 stycznia 1982 do przejścia w 2000 na emeryturę był wicedyrektorem Biblioteki Gdańskiej PAN.
Od 1961 był członkiem Gdańskiego Towarzystwa Naukowego. W 1980 wstąpił do NSZZ „Solidarność”.
Publikował w „Roczniku Gdańskim”, „Libri Gedanenses”, „Zapiskach Historycznych”, „Kwartalniku Historii Kultury Materialnej”, „Rocznikach Humanistycznych”, „Rocznikach Bibliotecznych” i „Bibliotekarzu Gdańskim”.
Od 1953 był mężem Aliny z domu Tołłoczko (1930–2021).
Zmarł 5 listopada 2021, pochowany 12 listopada 2021 na cmentarzu Srebrzysko w Gdańsku (rejon XI, kwatera TAR III-3-101/100).

## Odznaczenia
- Złota Odznaka ZNP
- Odznaka honorowa „Zasłużonym Ziemi Gdańskiej”
- Medal Prezydenta Miasta Gdańska (2021)[4]

Źródło:.

## Nagrody
- Nagroda Prezydenta Miasta Gdańska w Dziedzinie Kultury (2000)[5]